# Museum und Archiv der Deutschen Gesellschaft für Urologie

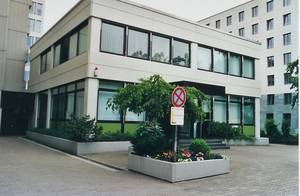
Museum und Archiv der Deutschen Gesellschaft für Urologie

Das Museum und Archiv der Deutschen Gesellschaft für Urologie e.V. (DGU) in Düsseldorf-Golzheim dokumentiert die Geschichte der Urologie und die damit verbundene Geschichte der Medizin, Naturwissenschaft und Technik von der Antike bis zur Gegenwart.
Das Museum befindet sich seit dem Jahre 2000 in den Räumen der Geschäftsstelle der Deutschen Gesellschaft für Urologie. Das Gebäude gehörte früher zum benachbarten Baukomplex des Unternehmerverbandes NRW.
Die Dauerausstellung gliedert sich in mehrere Teilbereiche: Die „Entwicklung der Deutschen Gesellschaft für Urologie“ ist besonders der schwierigen Gründung und Etablierung dieser Spezialdisziplin der Medizin gewidmet und zeigt beispielhafte Exponate zur Fachgründung. Anschließend erfolgt eine Querschnittspräsentation der für die Urologie wichtigen Endoskope (Zystoskope) zu Diagnostik und Therapie, die besondere Aspekte der technischen Entwicklung im deutschsprachigen Raum berücksichtigt und einen Ausschnitt der umfangreichen wissenschaftlichen Sammlung des Museums präsentiert. Weiterhin werden exemplarisch einige für die Urologie wichtige Erkrankungskomplexe wie das Harnsteinleiden in den Blick genommen.
Der differenzierten Sichtweise auf dieses medizinische Spezialgebiet tragen Exponate zur Einbindung der Urologie in die Gegenwartskultur sowie Memorabilia, die einen Bezug zum Fachgebiet besitzen, besonders Rechnung.
Die Sonderausstellung im Foyer des Hauses widmet sich immer einem aktuellen Thema der Urologie und hat ihre Basis in der historischen Ausstellung während des jährlich stattfindenden Urologenkongresses.
Für Besucher besteht die Möglichkeit nach Voranmeldung zur Besichtigung. Fachbesucher können die umfangreiche Bibliothek und die wissenschaftliche Spezialsammlung zur Zystoskopie und zum TUR-Instrumentarium nutzen.